# پس از آن (فیلم ۲۰۱۹)
پس از آن (به انگلیسی: After) فیلمی محصول سال ۲۰۱۹ به کارگردانی جنی گیج و نویسندگی سوزان مک مارتین، تامارا چستنا و گیج است. این فیلم برگرفته از کتابی با همین نام است که در سال ۲۰۱۴ از آنا تاد منتشر شد. جوزفین لانگفورد در نقش تسا یانگ ظاهر می‌شود که در دانشگاه رابطه‌ای آشفته را با پسری به نام هاردین اسکات با بازی هیرو فاینس-تیفین آغاز می‌کند.

## داستان
تسا یانگ یک دانشجوی پرتلاش، دختری مسئولیت پذیر و دوست دختری وفادار است. او در نخستین ترم دانشگاه   با پسری به‌نام هاردین اسکات آشنا می‌شود. هاردین پسری مرموز و سرکش است که دنیا و زندگی تسا را عوض می‌کند. تسا یانگ سال اول دانشگاه خود را با نقل مکان به اتاق خوابگاهش با مادرش کارول و دوست پسرش نوح آغاز می‌کند. در این حین، او با استف، هم اتاقی جدیدش، و دوست دخترش، تریستان، آشنا می‌شود. روز بعد، تسا یک ملاقات کوتاهی با دوست استف، هاردین اسکات می‌کند. روز بعد، استف تسا را متقاعد می‌کند تا در یک مهمانی شرکت کند که در آن با دیگر دوستان استف، زد، مولی و جیس و برای دومین بار با هاردین ملاقات می‌کند. آن‌ها جرات حقیقت یا بازی می‌کنند و درنتیجه خود باکرگی تسا را آشکار می‌کنند. او مجبور می‌شود هاردین را ببوسد اما قبول نمی‌کند. بعداً در مهمانی، هاردین سعی می‌کند تا تسا را ببوسد، اما او امتناع می‌کند و می‌رود.
روز بعد، تسا با لندون، همکلاسی‌اش آشنا می‌شود، که به او می‌گوید که مادرش با پدر هاردین نامزد کرده‌است و هاردین به‌زودی برادر ناتنی اش می‌شود. پس از یک بحث کلاسی، هاردین به تسا نزدیک می‌شود و اصرار می‌کند که از نو شروع کنند و او را به دریاچه‌ای نزدیک دعوت می‌کند. درحین شنا، هاردین تسا را می‌بوسد و می‌گوید که آن‌ها نمی‌توانند فقط دوست بمانند. بعداً، این دو با مولی و زد روبرو می‌شوند، پس از آن تسا قول می‌دهد که در مورد بوسیدن هاردین به دوست پسرش بگوید. هاردین به او می‌گوید که این کار را نکند، و گفت که با او قرار ملاقات نمی‌گذارد و تسا را ناامید می‌کند. نوح تسا را با یک ملاقات غافلگیر می‌کند و هر دو یک شب را با هم در اطراف یک آتش بازی می‌گذرانند. در یک بازی در مهمانی آتش بازی، جیس عمداً در بوسیدن تسا شکست می‌خورد و منجر به حسادت هاردین و درگیری فیزیکی می‌شود. در حالی که نوح بعد از مهمانی در رختخواب تسا می‌خوابد، او را ترک می‌کند تا حال هاردین را بررسی کند که خانه را در حالت مستی ویران کرده‌است. او را دلداری می‌دهد و آن دو همدیگر را می‌بوسند.
روز بعد، تسا به خوابگاه خود بازمی‌گردد تا به نوح سری بزند. نوح که رابطهٔ او با هاردین را متوجه می‌شود، با دل شکستگی او را ترک می‌کند. تسا و هاردین در نهایت تصمیم می‌گیرند با هم قرار بگذارند، اما مادرش تهدید می‌کند که در صورت ادامه دادن رابطه، پول توجیبی او را قطع می‌کند و معتقد است که هاردین تأثیر بدی روی او دارد. هاردین آپارتمانی برای زندگی هردویشان پیدا می‌کند و آن‌ها در جشن عروسی پدرش شرکت می‌کنند. هاردین فاش می‌کند که پدرش مست بود و مادرش توسط مردانی که پدرش در حالت مستی تحریک می‌کرد مورد تعرض قرار گرفت. تسا او را دلداری می‌دهد و آن دو برای برقراری رابطهٔ جنسی به آپارتمان خود برمی‌گردند و تسا باکرگی خود را از دست می‌دهد.
مدتی بعد، نگرانی تسا در مورد پیام‌های ارسال شده توسط مولی به هاردین افزایش می‌یابد. تسا سعی می‌کند با او روبرو شود، اما به او بی اعتنایی کرده و می‌رود. تسا پس از خروج از آپارتمان در جستجوی هاردین، او را در یک غذاخوری همراه با مالی، زد، استف و جیس پیدا می‌کند. مولی با نشان دادن ویدئویی از اولین مهمانی که تسا در آن شرکت کردند، به طرز بی‌رحمانه‌ای نیت واقعی هاردین را فاش می‌کند و می‌گوید که هاردین فقط تسا را به چشم یک چالش می‌دید و قصد داشت او را قبل از شکستن قلبش عاشق خود کند. هاردین تلاش می‌کند تا تسا را متقاعد کند که با شناختن او قصدش تغییر کرده‌است، اما تسا به رابطهٔ شان پایان می‌دهد.
تسا با دل شکسته به خانه برمی‌گردد تا با مادرش و نوح آشتی کند که هر دو او را می‌بخشند. در هفته‌های بعد، تسا روابط خود را با استف و گروه دوستانش قطع می‌کند و در نهایت برای یک دوره کارآموزی در انتشارات ونس مصاحبه می‌کند تا به‌طور کلی دانشگاه را ترک کند. استاد تسا، پروفسور سوتو، مقاله‌ای را به او می‌دهد که توسط هاردین نوشته شده‌است، که در آن او به عشق خود به تسا اعتراف می‌کند. پس از خواندن آن، او به دریاچه بازمی‌گردد تا با هاردین ملاقات کند.

## بازیگران
- جوزفین لانگفورد در نقش تسا یانگ
- هیرو فاینس-تیفین در نقش هاردین اسکات
- خدیجه رد تاندر در نقش استف جونز
- شین پاول مک‌گی در نقش لاندن گیبسون
- ساموئل لارسن در نقش زد ایوانز
- اینانا سرکیس در نقش مالی ساموئلز
- دیلن آرنولد در نقش نوا پورتر
- سوئن تمل در نقش جیس
- پیا میا در نقش تریستن
- میدو ویلیامز در نقش استاد سوتو
- سلما بلر در نقش کارول یانگ
- پیتر گلگر در نقش کن اسکات
- جنیفر بیلز در نقش کرن اسکات

## انتشار
این فیلم در ۱۲ آوریل ۲۰۱۹ به‌دست اویرون پیکچرز منتشر شد. فیلم پس از آن در تاریخ ۱۲ آوریل ۲۰۱۹ به‌دست اویرون پیکچرز در آمریکا اکران شد.

### باکس آفیس
این فیلم در آمریکا و کانادا در کنار فیلم‌های پسر جهنمی، کوچک و لینک گمشده اکران شد و در هفته نخست نمایش در ۲۱۳۸ سینما از ۳ میلیون دلار فروش داشته‌است. این فیلم در روز اول اکران ۲٫۹ میلیون دلار فروخت و با رسیدن به فروش ۶میلیون دلاری، رتبه هشتم باکس آفیس را کسب کرد.
در هفته دوم این مبلغ تا ۵۸درصد سقوط داشت و با ۲٫۵ میلیون دلار فروش به رتبه ۱۱ رسید.

### نقدها
فیلم با واکنش منفی منتقدان همراه بود و در زمینه فیلم‌نامه و عدم انسجام داستانی مورد انتقاد قرار گرفت. در بازبینی جمعی راتن تومیتوز، این فیلم با ۲۷ بازبینی نمره قبولی ۱۵درصدی را کسب کرد. در متاکریتیک، از ۱۰۰ نمره ۳۰ را گرفت و ۸ نقدی که به آن وارد شده بود «عموماً نامطلوب» بودند. سینماسکور نمره «بی» را به این فیلم داد درحالی که پست ترک امتیاز ۲٫۵ از ۵ستاره را برای این اثر مقبول دانست.

## تولید دنباله
در می ۲۰۱۹، اعلام شد لانگفورد و فاینس تیفین در فیلم دوم این مجموعه حضور خواهند داشت. آنا تاد در ۱۹ می ۲۰۱۹ گفت فیلم دوم در سال ۲۰۲۰ بر روی پرده سینما خواهد رفت. هم چنین افزود تقریباً تمام فیلمنامه پس از برخورد ما را با همراهی مارو سلایا نوشته و بیش از فیلم نخست، به ماجراهای کتاب پایبند خواهد بود.

### دنباله‌های فیلم
- پس از برخورد ما (۲۰۲۰)
- پس از سقوط ما (۲۰۲۱)
- پس از شادی بی‌پایان (۲۰۲۲)
- پس از همه‌چیز (۲۰۲۳)